# Russ Mayberry
Russell Mayberry (* 22. Dezember 1925 in Glasgow, Schottland; † 27. Juli 2012 in Fort Collins, Colorado) war ein US-amerikanischer Filmregisseur schottischer Abstammung.

## Leben
Während des Zweiten Weltkriegs diente Russell Mayberry als Kampfpilot. Danach wanderte er in die USA ein, wo er an der Northwestern University in Chicago studierte. Anschließend startete er seine Filmkarriere bei WBKB in Chicago. Er konnte sich ab Ende der 1960er Jahre als Filmregisseur für mehrere Fernsehserien durchsetzen. Seine Arbeit führte ihn über Memphis und New York City zurück nach Chicago und dann nach Los Angeles. Bis Ende der 1980er Jahre drehte er dutzende Folgen von Fernsehserien wie Bezaubernde Jeannie, Kojak – Einsatz in Manhattan, Magnum und Matlock.
Seine Regiearbeit an der Folge Der Ehrenkodex der Serie Star Trek: The Next Generation wurde stark kritisiert: Wil Wheaton zufolge sei Mayberrys Arbeit dafür verantwortlich, dass diese Folge als rassistisch wahrgenommen werde. Nebenbei führte er auch für vereinzelte Fernsehfilme wie Die 3000-Meilen-Jagd, König Artus und der Astronaut und Vater gibt nicht auf Regie. Seine letzte Regiearbeit datiert auf das Jahr 1995. Mayberry inszenierte eine Folge der Serie Pointman mit Jack Scalia in der Hauptrolle.
Im Juli 2012 verstarb Mayberry nach kurzer Krankheit im Fort Collins Medical Center. Bis zu seinem Tod war er mit Sandy Mayberry verheiratet. Beide hatten zwei gemeinsame Kinder.

## Filmografie (Auswahl)

### Filme
- 1973: Der sechs Millionen Dollar Mann – Das Erpressersyndikat (The Six Million Dollar Man: Solid Gold Kidnapping)
- 1973: Der sechs Millionen Dollar Mann – Der Waffenschieber (The Six Million Dollar Man: Wine, Women and War)
- 1977: Die 3000-Meilen-Jagd (The 3,000 Mile Chase)
- 1979: König Artus und der Astronaut (The Spaceman and King Arthur)
- 1988: Vater gibt nicht auf (Danger Down Under)

### Serien
- 1969–1970: Bezaubernde Jeannie (I Dream of Jeannie, zwei Folgen)
- 1969–1970: Süß, aber ein bißchen verrückt (That Girl, zehn Folgen)
- 1970–1971: Die Leute von der Shiloh Ranch (The Virginian, drei Folgen)
- 1970–1976: Dr. med. Marcus Welby (Marcus Welby, M.D., acht Folgen)
- 1970–1971: Drei Mädchen und drei Jungen (The Brady Bunch, sechs Folgen)
- 1970–1975: Ein Sheriff in New York (McCloud, sieben Folgen)
- 1971: Alias Smith und Jones (Alias Smith and Jones, eine Folge)
- 1972–1974: Der Chef (Ironside, elf Folgen)
- 1973–1974: Dusty, Dusty! (Dusty’s Trail, zwei Folgen)
- 1974–1977: Detektiv Rockford – Anruf genügt (The Rockford Files, sieben Folgen)
- 1974–1978: Kojak – Einsatz in Manhattan (Kojak, neun Folgen)
- 1975–1976: Harry-O (Harry O, vier Folgen)
- 1981–1983: Ein Colt für alle Fälle (The Fall Guy, fünf Folgen)
- 1984–1988: Magnum (Magnum, p.i., 12 Folgen)
- 1984: Mike Hammer (2 Folgen)
- 1985–1989: Der Equalizer (The Equalizer, 12 Folgen)
- 1988–1994: In der Hitze der Nacht (In the Heat of the Night, 18 Folgen)
- 1989–1990: Jake und McCabe – Durch dick und dünn (Jake and the Fatman, fünf Folgen)
- 1990–1994: Matlock (vier Folgen)